# Ernst-Heinrich Schmidt
Ernst-Heinrich Schmidt (* 10. Juli 1937 in Hagen; † 22. Januar 2022) war ein deutscher Offizier (Oberstleutnant a. D.) und Historiker. Er war Leiter des Wehrgeschichtlichen Museums (WGM) in Rastatt und der Markgräflich Badischen Museen und Sammlungen.

## Leben
Schmidt trat nach dem Abitur 1959 in die Bundeswehr ein und wurde Berufssoldat. Er diente zunächst als Truppenoffizier. Ab 1970 studierte er Geschichte an der Universität Freiburg im Breisgau. 1978 wurde er über das Heimatheer und Revolution 1918 zum Dr. phil. promoviert. Für seine Promotion erhielt er den Bestpreis des Inspekteurs des Heeres.
Von 1978/79 bis 1987 war er Leiter des Wehrgeschichtlichen Museums (WGM) in Rastatt. 1981 war er für die Grundkonzeption der dortigen Sonderausstellung „Deutsche Jüdische Soldaten 1914—1945“ zuständig. Von 1987 bis 1993 fungierte er als Beauftragter für das Museumswesen der Bundeswehr im Militärgeschichtlichen Forschungsamt. Schmidt verantwortete den deutschen Beitrag für das El Alamein War Museum in Ägypten. Von 1993 bis 1995 war er Direktor der Markgräflich Badischen Museen und Sammlungen.
Schmidt war u. a. Mitglied des wissenschaftlichen Beirates des Deutsch-Russischen Museums Berlin-Karlshorst. Von 2004 bis 2007 war er 1. Vorsitzender der Deutschen Gesellschaft für Militärmusik. 2012 war er Kurator der Ausstellung „Militärmusik in Baden. Zur Zeit des bunten Rocks bis 1914“ am WGM.

## Auszeichnungen
- 1988: Ehrenkreuz der Bundeswehr in Gold
- 1993: Bundesverdienstkreuz am Bande

## Veröffentlichungen (Auswahl)
- Heimatheer und Revolution 1918. Die militärischen Gewalten im Heimatgebiet zwischen Oktoberreform und Novemberrevolution (=Beiträge zur Militär- und Kriegsgeschichte, 23. Band, hrsg.v. MGFA), Stuttgart 1981/ms Diss.phil. Freiburg 1978, 456 resp. 850 Seiten[6]
- Der Weg der Truppenfahnen der Königlich-Sächsischen Armee in den Jahren 1939 bis 1992 (=Militärhistorische Schriften des Arbeitskreises Sächsische Militärgeschichte, Band 9), 2000[7]